# 御宅藝
御宅藝，又稱打藝，是一種由御宅族或地下偶像支持者表演的舞蹈或打氣動作，其中包括跳躍、拍掌、揮動手臂和有節奏地喊口號。御宅藝通常在演唱會、有關動漫祭的活動、以及地下偶像支持者的聚會中出現。御宅藝通常以「打」（打ち)作為動詞，打御宅藝的人成為「藝師」或「打師」（打ち師）。
隨著時間的演變，現在逐漸蛻變成了一種以華麗的光弧和動作編排搭配上歌曲，所形成的螢光棒舞蹈。区分「地下御宅藝（オタ芸，Ota藝）」和「表演御宅藝（ヲタ芸，Wota藝）」。

## 歷史
早在1970－1980年代，日本偶像的粉絲就自行發展了一套喝彩的形式。在松田聖子和近藤真彥的演唱會，就有類似御宅藝的行為產生。但「ヲタ芸」這個名詞是從早安家族走紅後才確立的，漸漸也流傳到其他偶像的粉絲圈裡，常見的如AKB48、桃色幸運草Z、V家、Lovelive等。
1992年在日本重金屬音樂喜歡的五個朋友們聚集組成「EVEL」，在Yngwie Malmsteen跟ANTHRAX等公演開始使用「MIX」。開始的時候是每個人興奮叫單詞的混合。1994年普通MIX（英文）跟日文MIX成立。1995年在Melody跟東京勁舞娃娃公演應用。繼承人說，原來MIX是會場擾亂行為，不是聲援。
公開2004年電影「下妻物語」，2005年電視節目「電車男」，在日本一般人開始認識御宅的偏愛文化，ヲタク變オタク，「ヲタ芸」變「オタ芸」。
2009年，日本的一群喜歡オタ芸的朋友們聚集組ギニュ〜特戦隊，原本只是一群喜歡跑場偶像應援的朋友們組成的團體，在2009年嘗試把オタ芸和螢光棒作結合，拍攝成影片，成了一種新的表演形式「ヲタ芸」，在網路造成風潮。
2011年戰鬥哥在台北世貿電玩展舞台下打御宅藝替偶像們應援。德昌門開始不定期開設打藝講座。
2018年舉辦第一屆Cyalume Dance World Battle (CDWB) 台灣選拔賽，贏者イオス和在賽場所有打師結成EvolutioN，イオス在東京出場決賽。2019年在台北第二屆台灣選拔賽Hong贏。

## 常見的御宅藝

### call
打call，日語「コール」，是指在Live（日本對演唱會的俗稱之一）中的一種應援方式，根據弱拍補足原理，在節奏較為明顯的間奏中的弱拍部分喊出「hi」或者是對應的MIX。同時根據歌曲、節奏的不同動作和口號，動作中常見的有「里打（上敲擊一下，下敲擊一下）」、「里跳（里打同時跳躍，一般會跟著喊hi）」、「前揮」、「快揮」、「上升氣流」等。
歌迷在Live的歌曲表演中，會依照各個偶像團體的文化，配合喊出該名成員的「call名」（コール名），並配合成員顏色用手燈（電子螢光棒）做打call。call名通常與成員的暱稱一致；例如乃木坂46成員久保史緒里的代表色為水藍×黃色，call名為「Shiori」（しおり，即其名「史緒里」的日語讀音），與其暱稱「久保醬」（くぼちゃん）不同。

### MIX
「MIX」是指配合歌曲前奏還是間奏中八拍依序呼喊口號。常見的MIX：
- 普通MIX（英文）「Tiger，Fire，Cyber，Fiber，Diver，Viber，Jarjar」
- 日文MIX「 虎（とら Tora），火（ひ Hi），人造（じんぞう Jinzou），繊維（せんい Sen-i），海女（あま Ama），振動（しんどう Shindou），化繊（かっせん Kassen）飛（とび Tobi）除去（じょきょ Jyokyo）」

### 打藝

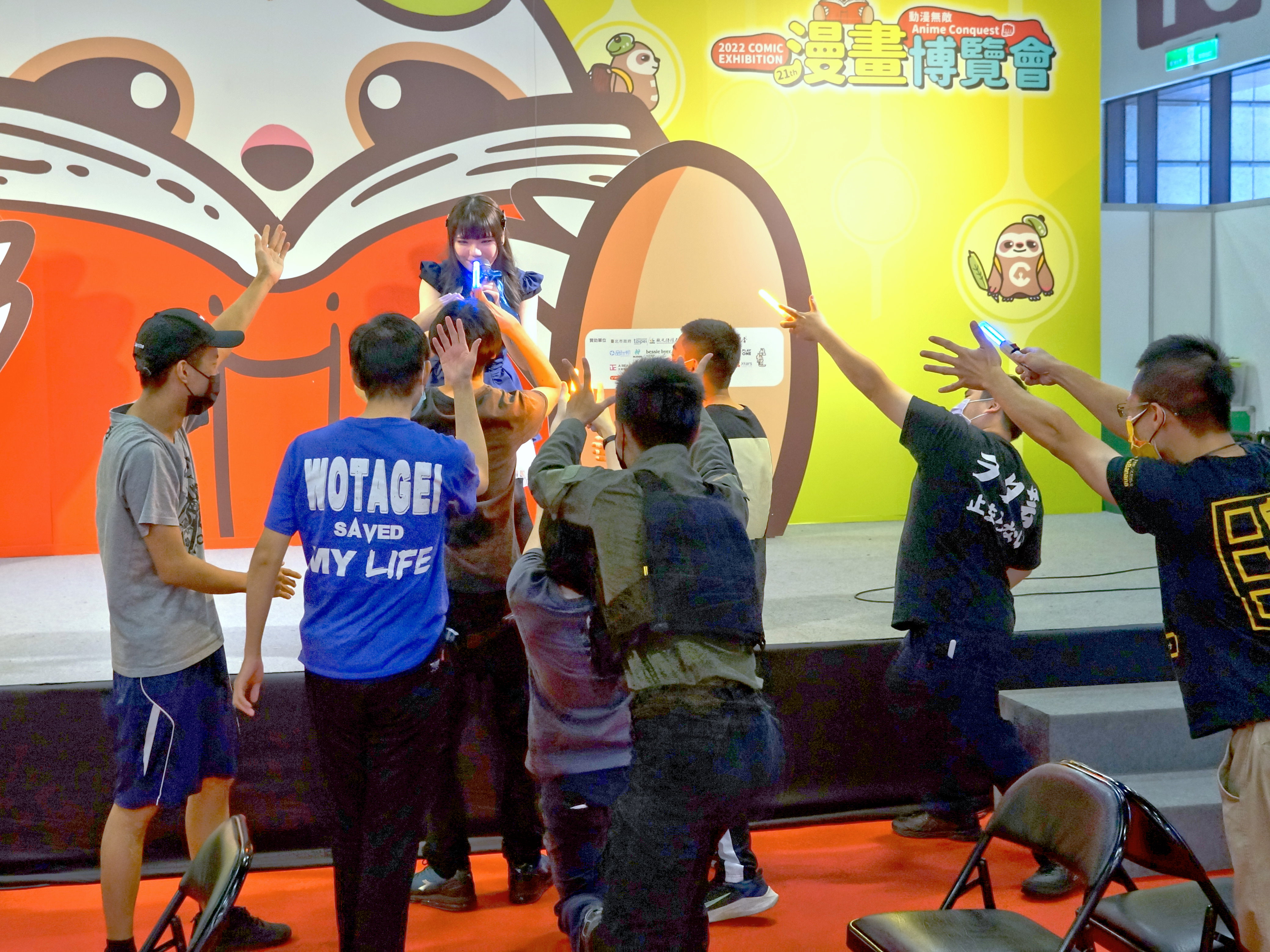
第21屆漫畫博覽會，創作歌手台灣人的永琳與表演御宅藝

御宅藝的動詞是「打」而不是「跳」、「做」。

### 常見的動作
- 《OAD》

為「over action dolphin」的簡稱，雙手揮動的幅度動起來像海豚躍出水面的樣子。
Dolphin本來是JAZZ舞的動作之一，被喻為像海豚的跳躍一樣。
- 《ロザリオ》

意思是十字架，雙手像畫十字架ㄧ樣，由上往下揮。
- 《PPPH》

為「PAN，PAPAN，Hyu 」的簡稱，顧名思義就是雙手在胸前拍手三下，在跳起來，同時喊「Hyu」（根據不同的團體有不同的喊法）
- 《ケチャ》

源自於印尼峇里島祭典儀式，向著表演者雙手伸出，伸出同時拍掌。
- 《ナルシス》

中文翻作水仙，引申為自戀的意思，是一種能使自己更陶醉在歌曲中的動作。拍掌一下，雙手靠近頭部做出陶醉的姿勢，有時更誇張的還會將肢體蜷曲。
也延伸出了副歌技「ミスナルシー」、「デルシーザ」、「ナルシウス」、「ミセスナルシッサ」等
另外ナルシス也是魔界人偶像椎名光魔力提升的動作。
- 《ロマンス》

意思是羅曼史的意思，是御宅藝中具有代表性的一個動作。在做羅曼史之前，會打一個叫「ロマンス警報（羅曼史警報）」的一個動作，左手向左上方指，右手轉圈。接著開始羅曼史，將雙手分別以 「左。右。左、右、左」「右。左。右、左、右」的方式向上揮舞（地下藝做完一輪之後，則會改成「左、右、左」「右、左、右」）
ロマンス的原型作為迪斯可中的常見動作出現並運用在偶像演出現場中。當時70年代“ロマンス”被叫做“アリババダンス（阿里巴巴舞）”，來由是當年的熱門迪斯可曲目Marco Polo的《アリババ》，這種將食指斜著指向天空的動作被石野真子的親衛隊帶入了現場。80年代由小貓俱樂部時代定下來ロマンス（羅曼史）的叫法。
- 《サビ技》

意思是副歌技的意思，以「サンダースネイク（雷蛇）」最為代表。動作較於前面複雜，在很早以前就被譽名為夢幻御宅藝技。

## 地下／表演御宅藝

### 地下御宅藝(オタ芸、Ota藝)
動作十分自由，每個人參加容易。通常會在地下偶像場，動漫DJ場看到。

### 表演御宅藝(ヲタ芸、Wota藝)
表演御宅藝屬於一種御宅藝所延伸出來的舞蹈，以螢光棒將直線和曲線的光軌與舞蹈結合。
オタ芸是偶像應援的種方式，但因為漸漸有許多人不是「為了看喜歡的偶像而去現場」，而是「為了玩ヲタ芸去現場」，区分「ヲタ芸」，因此ヲタ芸漸漸退出偶像場。

## 其他Mix
桃色幸運草Z和水樹奈奈等則有特定的呼喊字句：桃色幸運草Z是，水樹奈奈則是。